# Karl Urban
Pour les articles homonymes, voir Urban (homonymie).
Ne doit pas être confondu avec Karl von Urban.
Karl-Heinz Urban dit Karl Urban, né le 7 juin 1972 à , est un acteur néo-zélandais.
Révélé par son interprétation d'Éomer dans la trilogie Le Seigneur des Anneaux, réalisée par Peter Jackson au début des années 2000, il évolue ensuite dans le deuxième opus de la trilogie Riddick, avec Vin Diesel. Il prête ses traits à Judge Dredd dans une nouvelle adaptation sortie en 2013, et il incarne le docteur Leonard McCoy, dans le reboot Star Trek et ses suites, produites par J. J. Abrams, et également Skurge dans Thor : Ragnarok (2017). À partir de 2019, il est Billy Butcher, le personnage principal de la série diffusée sur Amazon Prime, The Boys.

## Biographie

### Jeunesse et formation
Karl-Heinz Urban est né à Wellington en Nouvelle-Zélande, d'un père immigré allemand fabricant de produits en cuir. Il étudie à la St Mark's Church School, où il se découvre une passion pour le spectacle. Il décroche son premier rôle à dix ans dans une émission de télévision, mais ne devient acteur professionnel qu'à la fin de ses études secondaires.

### Débuts et révélation (années 1990)
Karl Urban commence sa carrière après le lycée, durant les années 1990, dans des séries néo-zélandaises comme Homeward Bound et Shortland Street. En 2000, il décroche son premier rôle au cinéma avec le film d'horreur Face aux démons.
Il parvient à apparaitre dans des productions américaines à la faveur de tournages en Nouvelle-Zélande. Il apparait ainsi dans l'univers des séries fantastiques Hercule et Xena, la guerrière, dans quatorze épisodes diffusés entre 1996 et 2001, interprétant notamment Jules César et Cupidon. Il parvient surtout à décrocher le rôle d’Éomer, dans les blockbusters Le Seigneur des anneaux : Les Deux Tours et Le Seigneur des anneaux : Le Retour du roi, réalisés par son compatriote Peter Jackson. C'est la révélation.

### Progression à Hollywood (années 2000)

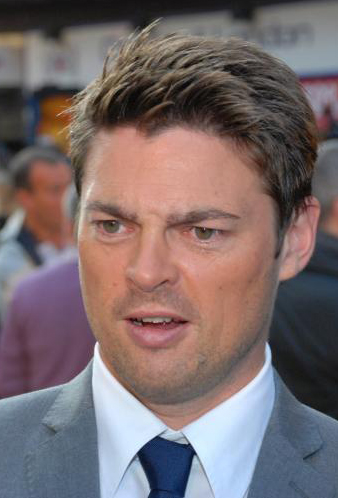
L'acteur en avril 2009, à la première anglaise de Star Trek.

Au moment où le premier film sort, en 2002, il fait partie de l'éclectique distribution du film d'horreur américain Le Vaisseau de l'angoisse. Deux ans plus tard, il parvient à confirmer en décrochant des rôles dans deux blockbusters du studio Universal : Les Chroniques de Riddick et surtout La Mort dans la peau, où il affronte Matt Damon dans le rôle du tueur russe Kirill.
Ses performances dans ces productions musclées lui permettent de décrocher des premiers rôles : dès 2005, il traque les mutants accompagné de Dwayne Johnson, dans l'adaptation cinématographique du célèbre jeu vidéo Doom. Et en 2007, il est la tête d'affiche du film d'aventure Pathfinder, où il incarne un Viking recueilli par une tribu amérindienne et avec qui il lutte contre ses congénères vikings.
Ces deux productions sont cependant très mal reçues par la critique,, et l'acteur doit compter sur le drame néo-zélandais Out of the Blue, écrit et réalisé par Robert Sarkies. Il tourne également la mini-série Comanche Moon, aux côtés de Steve Zahn.
En 2009 il parvient enfin à s'imposer auprès d'une audience mondiale : il est choisi pour prêter ses traits au personnage du docteur Leonard McCoy, pour le blockbuster reboot Star Trek, produit et réalisé par J.J. Abrams. Le long-métrage est un succès critique et commercial, et une suite est rapidement confirmée.

### Confirmation en demi-teinte (années 2010)

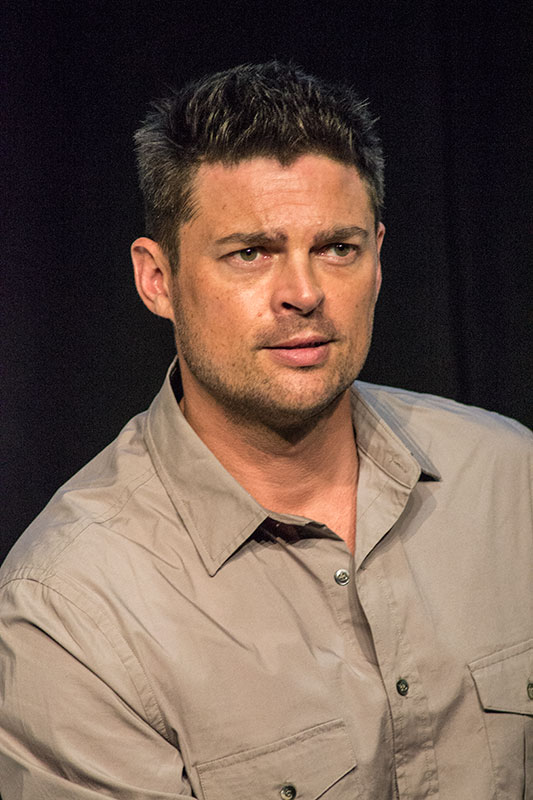
L'acteur en février 2014, à une convention allemande de fans de Star Trek.

Il confirme en apparaissant dans une autre grosse production - en 2010, le film d'action Red, où il est chargé d'éliminer un retraité de la CIA, Frank Moses (Bruce Willis) - mais surtout en enchaînant les premiers rôles de films plus modestes : le thriller Black Water Transit, de Tony Kaye (2009), le film d'horreur And Soon the Darkness, de Marcos Efron (2010), et enfin le film fantastique Priest, de Scott Charles Stewart (2011), face à Paul Bettany dans le rôle-titre.
En 2012, c'est lui qui incarne le rôle-titre de l'attendu Dredd, remake du film homonyme porté par Sylvester Stallone. Il reprend donc le rôle de l'iconique Judge Dredd pour cette version à moyen budget, noire et violente, très bien reçue par la critique, mais décevant au box-office.
En 2013, il revient pour deux suites : d'abord Riddick, qui conclut la trilogie amorcée en 2000, toujours avec Vin Diesel en tête d'affiche ; et surtout pour Star Trek Into Darkness, toujours sous la direction de J. J. Abrams. C'est aussi ce dernier qui lui fait confiance en l'imposant en leader de la nouvelle série de science-fiction qu'il produit, Almost Human. Le programme est cependant arrêté au bout d'une seule saison de treize épisodes, en mars 2014.
Cette même année sort le thriller psychologique The Loft, d'Erik Van Looy, tourné quelques années plus tôt, et éreinté par la critique.

### Dans des blockbusters de la culture geek (depuis 2016)
En 2016, il peut heureusement compter sur Star Trek : Sans limites, cette fois réalisé par Justin Lin. Son personnage y est développé, et associé à celui de Spock, interprété par Zachary Quinto. Et en 2017, il prête ses traits à Skurge dans un autre blockbuster, Thor : Ragnarok, réalisé par Taika Waititi.
Depuis 2019, il incarne le personnage principal de William « Billy » Butcher dans la série The Boys, qui connait un très grand succès critique et public.

## Filmographie

### Cinéma
- 1992 : Chunuk Bair (en) de Dale G. Bradley : un soldat de l'armée de Wellington
- 1998 : Heaven de Scott Reynolds : Sweeper
- 1998 : Via Satellite d'Anthony McCarten : Paul
- 2000 : Face aux démons (The Irrefutable Truth about Demons) de Glenn Standring : Harry Ballard
- 2000 : The Price of Milk (en) de Harry Sinclair (en) : Rob
- 2002 : Le Vaisseau de l'angoisse (Ghost ship) de Steve Beck : Munder
- 2002 : Le Seigneur des anneaux : Les Deux Tours (The Lord of the Rings: The Two Towers) de Peter Jackson : Éomer
- 2003 : Le Seigneur des anneaux : Le Retour du roi (The Lord of the Rings: The Return of the King) de Peter Jackson : Éomer
- 2004 : Les Chroniques de Riddick (The Chronicles of Riddick) de David Twohy : Commandant Vaako
- 2004 : La Mort dans la peau (The Bourne Supremacy) de Paul Greengrass : Kirill
- 2005 : Doom d'Andrzej Bartkowiak : John « Reaper » Grimm
- 2006 : Out of the Blue (en) de Robert Sarkies : Nick Harvey
- 2007 : Pathfinder de Marcus Nispel : Ghost
- 2009 : Star Trek de J. J. Abrams : Leonard McCoy
- 2009 : Black Water Transit (en) de Tony Kaye : Earl Pike
- 2010 : And Soon the Darkness de Marcos Efron : Michael
- 2010 : Red de Robert Schwentke : William Cooper
- 2011 : Priest de Scott Charles Stewart : Black Hat
- 2012 : Dredd de Pete Travis : Judge Dredd
- 2013 : Riddick de David Twohy : Vaako
- 2013 : Star Trek Into Darkness de J. J. Abrams : Leonard McCoy
- 2013 : Sur la terre des dinosaures (film) de Neil Nightingale et Barry Cook : Oncle Zack
- 2014 : Vertiges (The Loft) d'Erik Van Looy : Vincent Stevens
- 2016 : Peter et Elliott le dragon (Pete's Dragon) de David Lowery : Gavin
- 2016 : Star Trek : Sans limites (Star Trek Beyond) de Justin Lin : Leonard McCoy
- 2017 : Thor : Ragnarok de Taika Waititi : Skurge
- 2017 : Acts of Vengeance de Isaac Florentine : Strode
- 2017 : Hangman de Johnny Martin : Détective Will Ruiney
- 2018 : Agents doubles (Bent) de Bobby Moresco : Danny Gallagher
- 2022 : Le Monstre des mers (The Sea Beast) de Chris Williams : Jacob Holland (voix)
- 2025 : Mortal Kombat 2 de Simon McQuoid : Johnny Cage

### Télévision

#### Téléfilms
- 1997 : Amazon High de Michael Hurst : Kor
- 2000 : The Privateers de David E. Duncan : le capitaine Aran Dravyk

#### Séries télévisées
- 1991 : Shark in the Park (en) : Rohann Murdoch (6 épisodes)
- 1992 : Homeward Bound (en) : Tim Johnstone
- 1993 : Croc-Blanc : David
- 1993 - 1994 : Shortland Street : l'aide-soignant Jamie Forrest
- 1995 : Riding High (en) : James Westwood
- 1996 - 1998 : Hercule (Hercules: The Legendary Journeys) : Jules Caesar/Cupidon
- 1996 - 2001 : Xena, la guerrière (Xena, Warrior Princess) : Jules Caesar/Cupidon/Mael (saison 1 ép.19)/Kor (saison 5 ép.16)
- 2008 : Comanche Moon : Woodrow F. Call
- 2013 : Almost Human : John Kennex (13 épisodes)
- 2014 : Short Poppies (en) : Alex, le coiffeur (épisode 4)
- depuis 2019 : The Boys : Billy Butcher

## Distinctions

### Récompenses
- 2003 : DVD Exclusive Awards du meilleur commentaire audio dans un drame d'aventure pour Le Seigneur des anneaux : Le Retour du roi (2003) partagé avec Sean Astin, Elijah Wood, John Rhys-Davies, Billy Boyd, Dominic Monaghan, Orlando Bloom, Sean Bean, Bernard Hill, Miranda Otto, John Noble, David Wenham, Christopher Lee, Brad Dourif, Craig Parker et Andy Serkis.
- 2003 : National Board of Review Awards de la meilleure distribution dans un drame d'aventure pour Le Seigneur des anneaux : Le Retour du roi (2003) partagé avec Sean Astin, Sean Bean, Cate Blanchett, Orlando Bloom, Billy Boyd, Bernard Hill, Ian Holm, Ian McKellen, Dominic Monaghan, Viggo Mortensen, John Noble, Miranda Otto, John Rhys-Davies, Andy Serkis, Liv Tyler, Hugo Weaving, David Wenham et Elijah Wood.
- 9e cérémonie des Critics' Choice Movie Awards 2004 : Meilleure distribution dans un drame d'aventure pour Le Seigneur des anneaux : Le Retour du roi (2003) partagé avec Sean Astin, Sean Bean, Cate Blanchett, Orlando Bloom, Billy Boyd, Bernard Hill, Ian Holm, Ian McKellen, Dominic Monaghan, Viggo Mortensen, John Noble, Miranda Otto, John Rhys-Davies, Andy Serkis, Liv Tyler, Hugo Weaving, David Wenham et Elijah Wood.
- 2004 : Gold Derby Awards de la meilleure distribution dans un drame d'aventure pour Le Seigneur des anneaux : Le Retour du roi (2003) partagé avec Sean Astin, Sean Bean, Cate Blanchett, Orlando Bloom, Billy Boyd, Bernard Hill, Ian Holm, Ian McKellen, Dominic Monaghan, Viggo Mortensen, John Noble, Miranda Otto, John Rhys-Davies, Andy Serkis, Liv Tyler, Hugo Weaving, David Wenham et Elijah Wood.
- 10e cérémonie des Screen Actors Guild Awards 2004 : Meilleure distribution dans un drame d'aventure pour Le Seigneur des anneaux : Le Retour du roi (2003) partagé avec Sean Astin, Sean Bean, Cate Blanchett, Orlando Bloom, Billy Boyd, Bernard Hill, Ian Holm, Ian McKellen, Dominic Monaghan, Viggo Mortensen, John Noble, Miranda Otto, John Rhys-Davies, Andy Serkis, Liv Tyler, Hugo Weaving, David Wenham et Elijah Wood.
- 2008 : New Zealand Film and TV Awards de la meilleure performance pour un acteur dans un second rôle dans un drame pour Out of the Blue (en) (2006).
- 30e cérémonie des Boston Society of Film Critics Awards 2009 : Meilleure distribution dans un film fantastique pour Star Trek (2009) partagé avec Chris Pine, Zachary Quinto, Zoe Saldana, Leonard Nimoy, John Cho, Simon Pegg, Anton Yelchin, Ben Cross, Eric Bana, Clifton Collins Jr., Bruce Greenwood, Jennifer Morrison, Chris Hemsworth, Winona Ryder, Tyler Perry et Faran Tahir.
- 1re cérémonie des Denver Film Critics Society Awards 2010 : Meilleure distribution dans un film fantastique pour Star Trek (2009) partagé avec Chris Pine, Zachary Quinto, Zoe Saldana, Leonard Nimoy, John Cho, Simon Pegg, Anton Yelchin, Ben Cross, Eric Bana, Clifton Collins Jr., Bruce Greenwood, Jennifer Morrison, Chris Hemsworth, Winona Ryder, Tyler Perry et Faran Tahir.

### Nominations
- 2000 : New Zealand Film and TV Awards de l'acteur dans un drame d'aventure pour dramatique The Price of Milk (2000).
- 2001 : New Zealand Film and TV Awards de l'acteur dans un drame d'horreur Face aux démons (2000).
- 2004 : Phoenix Film Critics Society Awards de la meilleure distribution dans un drame d'aventure pour Le Seigneur des anneaux : Le Retour du roi (2003) partagé avec Sean Astin, Sean Bean, Cate Blanchett, Orlando Bloom, Billy Boyd, Bernard Hill, Ian Holm, Ian McKellen, Dominic Monaghan, Viggo Mortensen, John Noble, Miranda Otto, John Rhys-Davies, Andy Serkis, Liv Tyler, Hugo Weaving, David Wenham et Elijah Wood.
- 2006 : Fangoria Chainsaw Awards du meilleur affrontement sanglant dans un film d'horreur pour Doom (2005) partagé avec Dwayne Johnson.
- 2008 : New Zealand Film and TV Awards de la meilleure performance pour un acteur dans un second rôle pour Out of the Blue (2006).
- 2009 : Gold Derby Awards de la meilleure distribution pour Star Trek (2009) partagé avec Chris Pine, Zachary Quinto, Zoe Saldana, Leonard Nimoy, Simon Pegg, Eric Bana, John Cho, Anton Yelchin et Bruce Greenwood.
- 8e cérémonie des Washington DC Area Film Critics Association Awards 2009 : Meilleure distribution pour Star Trek (2009) partagé avec Chris Pine, Zachary Quinto, Zoe Saldana, Leonard Nimoy, Simon Pegg, Eric Bana, John Cho, Anton Yelchin et Bruce Greenwood.
- 15e cérémonie des Critics' Choice Movie Awards 2010 : Meilleure distribution de la meilleure distribution pour Star Trek (2009) partagé avec Chris Pine, Zachary Quinto, Zoe Saldana, Leonard Nimoy, Simon Pegg, Eric Bana, John Cho, Anton Yelchin et Bruce Greenwood.
- 2019 : IGN Summer Movie Awards de la meilleure distribution TV dans une série télévisée dramatique pour The Boys (2019-) partagé avec Jack Quaid, Antony Starr, Erin Moriarty, Dominique McElligott, Jessie T. Usher, Laz Alonso, Chace Crawford, Tomer Kapon, Karen Fukuhara, Nathan Mitchell et Elisabeth Shue.
- 2020 : Pena de Prata du meilleur acteur dans une série télévisée dramatique pour The Boys (2019-).
- 2020 : IGN Summer Movie Awards de la meilleure distribution TV dans une série télévisée dramatique pour The Boys (2019-) partagé avec Jack Quaid, Antony Starr, Erin Moriarty, Dominique McElligott, Jessie T. Usher, Laz Alonso, Chace Crawford, Tomer Kapon, Karen Fukuhara, Nathan Mitchell et Colby Minifie.
- 2021 : Critics' Choice Super Awards du meilleur acteur dans une série télévisée dramatique pour The Boys (2019-).
- 2021 : Hollywood Critics Association Television Awards du meilleur acteur dans une série télévisée dramatique pour The Boys (2019-).

## Voix françaises
| - Jean-Pierre Michaël dans : - Le Seigneur des anneaux : Les Deux Tours - Le Seigneur des anneaux : Le Retour du roi - Red - Priest - Dredd - The Boys (série télévisée) - Gen V (série télévisée) - Fabrice Josso dans : - Les Chroniques de Riddick - La Mort dans la peau - Doom - Riddick - Star Trek : Sans limites - Alexis Victor dans : - Star Trek - And Soon the Darkness - Star Trek Into Darkness | - Marc Arnaud dans : - Peter et Elliott le dragon - Thor: Ragnarok - Bruno Choël dans : - Almost Human (série télévisée) - Acts of Vengeance (doublage français) Et aussi - Lionel Tua dans Xena, la guerrière (série télévisée) - Jérôme Pauwels dans Le Vaisseau de l'angoisse - Adrien Antoine dans Pathfinder - Fabian Finkels dans Acts of Vengeance (doublage belge) - Boris Rehlinger dans Hangman - Damien Ferrette dans Le Monstre des mers (voix) |